# FFH-Gebiet Wälder an der Bondenau
Das FFH-Gebiet Wälder an der Bondenau ist ein Natura-2000-Schutzgebiet im Kreis Schleswig-Flensburg in der Gemeinde Mittelangeln im Bundesland Schleswig-Holstein der Bundesrepublik Deutschland. Das FFH-Gebiet liegt im Naturraum Angeln, der aus naturfachlicher Bewertung laut Landschaftssteckbrief des Bundesamtes für Naturschutz (BfN) zu den „Landschaften mit geringerer Bedeutung“ zählt. Das FFH-Gebiet hat eine Fläche von 126 ha. Die größte Ausdehnung liegt in Ostwestrichtung und beträgt 3,9 km. Die höchste Erhebung mit 41,8 m liegt am Südrand des Waldgebietes „Küsterwiese“ und der tiefste Punkt befindet sich mit 30 m an der Nordspitze des Waldes „Obdrupholzkoppel“. Es liegt in der Mitte der Landschaft Angeln als Teil des Landesteils Schleswig und des Schleswig-Holsteinischen Hügellandes südlich des Flüsschens Bondenau im aus erdgeschichtlicher Sicht schützenswertem Tunneltal Niesgrau-Frörup, siehe Höhenprofil. Das Gebiet besteht aus drei räumlich getrennten Waldgebieten nordwestlich vom Ortsteil Satrup, die bereits vor mehr als 200 Jahren bestanden haben und in der Karte des dänischen Kartographen Johann Heinrich Christian du Plat über das Herzogtum Schleswig von 1805 als solche eingetragen sind. Es handelt sich beim westlichen Gebiet um die Obdrupholzkoppel (dän. Obdrup Skovkobbel), beim mittleren um das Hasenholz (Hareskov) zusammen mit dem Jeßlundholz (Jeslundkobbel) und beim östlichen um die kleine Holzkoppel zusammen mit dem Norderholz und der Küsterwiese. Im FFH-Gebiet befinden sich zwei Archäologische Bodendenkmäler. Eines liegt 57 m östlich der Schmiedebergstraße im Norderholz mit der Denkmalnummer aKD-ALSH-Nr. 003 843. Der zweite (nördlicher gelegene) Grabhügelrest im Norderholz steht nicht auf der Denkmalliste. Ein weiteres Hügelgrab mit der Denkmalnummer aKD-ALSH-Nr. 003 842 liegt im Wald Küsterwiese.

## FFH-Gebietsgeschichte und Naturschutzumgebung

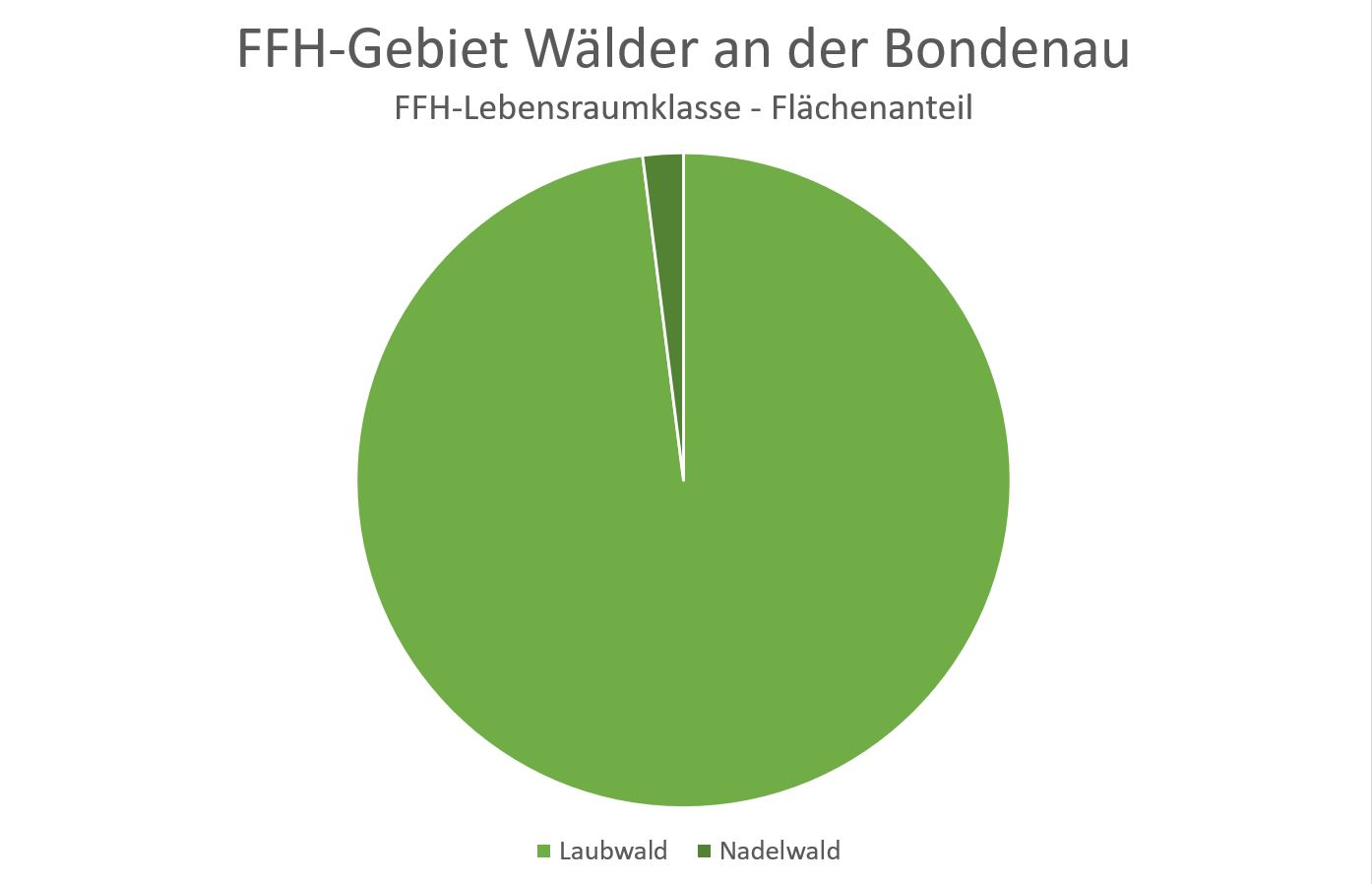
FFH-Lebensraumklassen

Der NATURA 2000-Standard-Datenbogen für dieses FFH-Gebiet wurde im Mai 2004 vom Landesamt für Landwirtschaft, Umwelt und ländliche Räume (LLUR) des Landes Schleswig-Holstein erstellt, im September 2004 der Europäischen Union als Gebiet von gemeinschaftlicher Bedeutung (GGB) vorgeschlagen, im November 2007 als solches von der EU bestätigt und im Januar 2010 gemäß § 32 Absatz 2 bis 4 BNatSchG in Verbindung mit § 23 LNatSchG zum Besonderen Erhaltungsgebiet (BEG) erklärt. Die Wälder bestehen fast ausschließlich aus Laubbäumen. Eigentümer des gesamten FFH-Gebietes sind die Schleswig-Holsteinischen Landesforsten A.ö.R. (SHLF). Im April 2011 wurde vom Ministerium für Landwirtschaft, Umwelt und ländliche Räume des Landes Schleswig-Holstein der Managementplan für das FFH-Gebiet veröffentlicht. An den Zugängen oder im Gebiet gibt es für den Besucher keinerlei Hinweise, dass er sich in einem FFH-Gebiet befindet. Ein Faltblatt des Besucher-Informationssystems (BIS) für Naturschutzgebiete und NATURA 2000-Gebiete in Schleswig-Holstein des LLUR ist nicht verfügbar. An den Forststraßen, die in das Gebiet führen, weisen Hinweisschilder auf die Überschreitung der Grenze zu den SHLF hin.

## FFH-Erhaltungsgegenstand

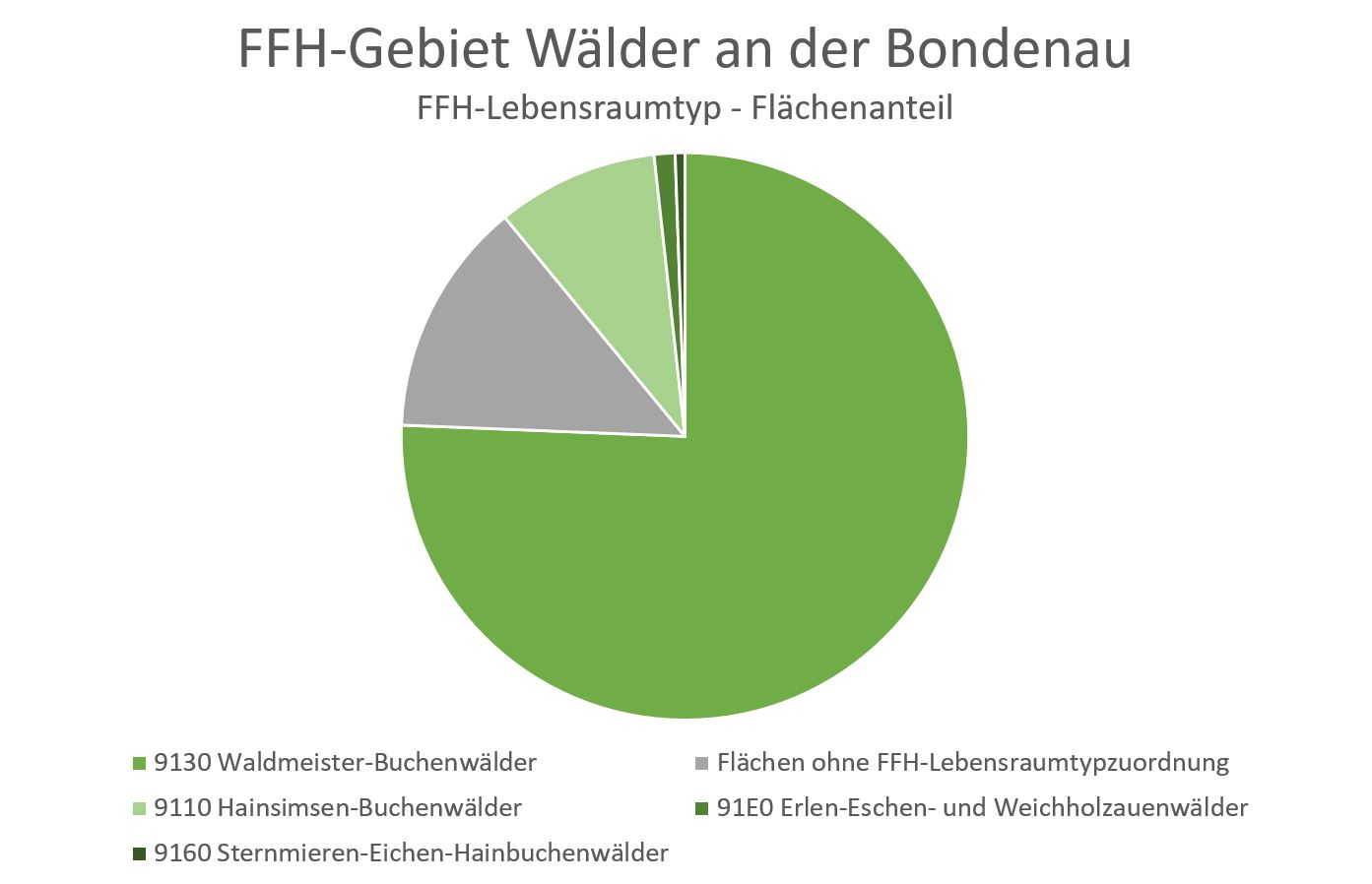
FFH-Lebensraumtypen

Laut Standard-Datenbogen vom Mai 2017 sind folgende FFH-Lebensraumtypen und Arten für das Gesamtgebiet als FFH-Erhaltungsgegenstände mit den entsprechenden Beurteilungen zum Gesamtzustand der Umweltbehörde der Europäischen Union gemeldet worden (Gebräuchliche Kurzbezeichnung (BfN)):
- 9110 Hainsimsen-Buchenwälder (Gesamtbeurteilung B)[21]
- 9130 Waldmeister-Buchenwälder (Gesamtbeurteilung B)[22]
- 9160 Sternmieren-Eichen-Hainbuchenwälder (Gesamtbeurteilung B)[23]
- 91E0* Erlen-Eschen- und Weichholzauenwälder (Gesamtbeurteilung C)[24]

Die im Gebiet befindlichen FFH-Lebensraum- und Biotoptypen sind in einer Karte festgehalten worden (Stand November 2010). Der kleine Auwaldbestand befindet sich in den Abteilungen 306 und 307 des Norderholzes und im Wald Kleine Holzkoppel. Dieser Bestand wurde erstmals im Folgemonitoring von 2012 kartiert.

## FFH-Erhaltungsziele
Von den identifizierten FFH-Erhaltungsgegenständen wurden 3 FFH-Lebensraumtypen von besonderer Bedeutung zu FFH-Erhaltungszielen erklärt:
- 9110 Hainsimsen-Buchenwälder
- 9130 Waldmeister-Buchenwälder
- 9160 Sternmieren-Eichen-Hainbuchenwälder

## FFH-Analyse und Bewertung

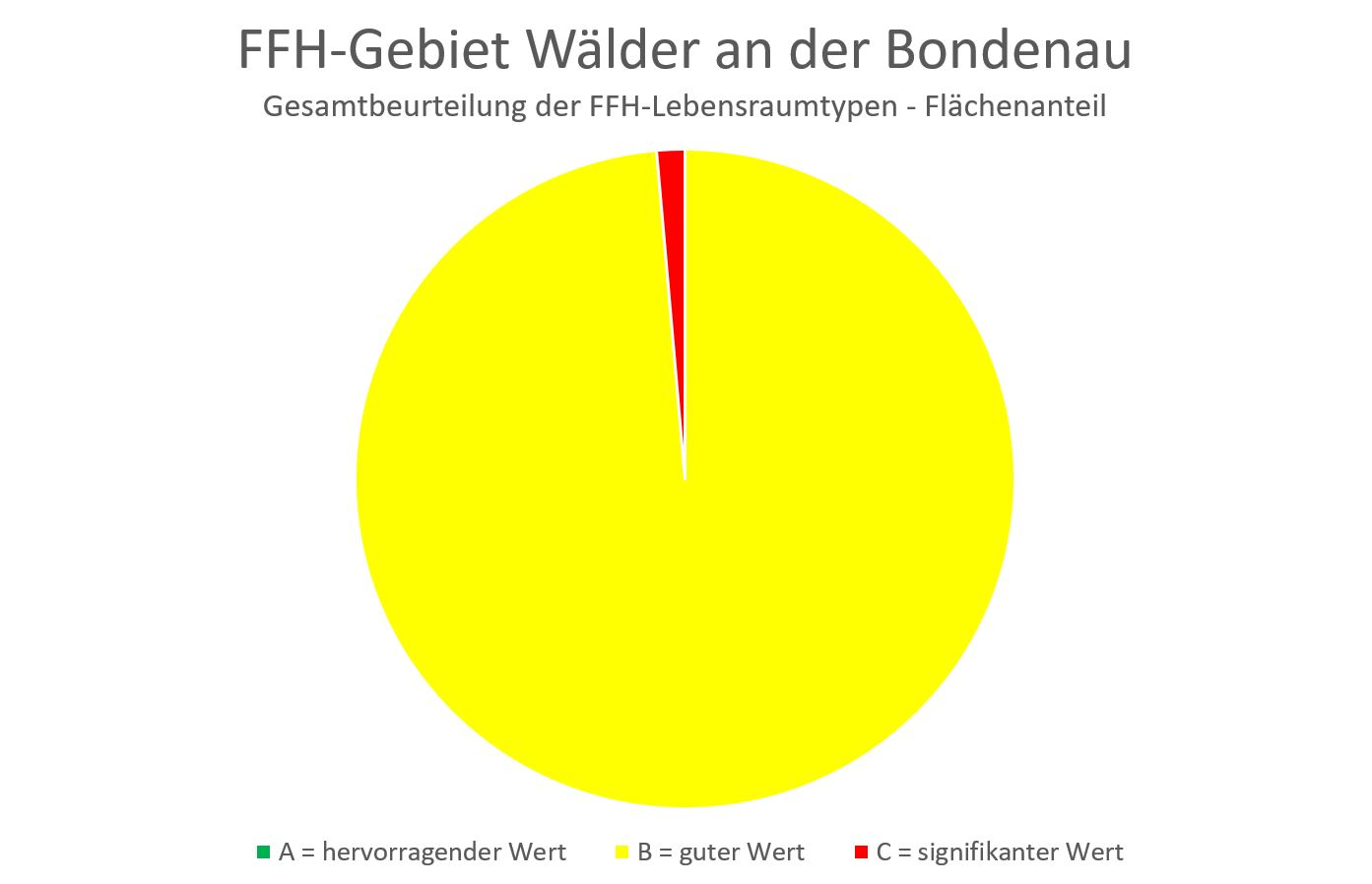
Gesamtbeurteilung der FFH-Lebensraumtypen

Der Erhaltungszustand der FFH-Erhaltungsziele wurde einer Analyse und Bewertung unterzogen. Das Ergebnis wurde kartiert (Stand 2006). Danach gibt es am Nordrand der Opdrup Holzkoppel einen schmalen Streifen von Waldmeister-Buchenwald im sehr guten Erhaltungszustand (A), während der überwiegende Teil der Wälder sich im guten Erhaltungszustand (B) befindet. In allen drei Teilgebieten befinden sich Flächen mit ungenügendem Erhaltungszustand (C). Die Angaben im aktuellen Standard-Datenbogen (Stand Mai 2017) weichen davon ab. Dort wurden keine Lebensraumtypen mit einem sehr guten Erhaltungszustand (A) gemeldet. Diese entsprechen eher den Angaben der Folgekartierung von 2012, siehe Vergleichsliste. Hierbei zeigen sich erhebliche Unterschiede in der Flächenzuordnung der FFH-Lebensraumtypen und den Beurteilungskriterien. Neben den FFH-Lebensraumtypen sind noch die Belange der gesetzlich geschützten Biotope im FFH-Gebiet zu berücksichtigen. Diese sind für alle drei Teilgebiete kartiert (Stand 2011). Das FFH-Gebiet ist befindet sich im Eigentum der Schleswig-Holsteinischen Landesforsten. Somit gelten für die Bewirtschaftung die Handlungsgrundsätze der Schleswig-Holsteinischen Landesforsten für Natura-2000-Gebiete. Damit ist sichergestellt, dass dem Verschlechterungsverbot Beachtung geschenkt wird.

## FFH-Maßnahmenkatalog
Aus den Erkenntnissen der FFH-Analyse und Bewertung wurde ein FFH-Maßnahmenkatalog erstellt. Für alle Waldgebiete der Schleswig-Holsteinischen Landesforsten gelten in NATURA-2000-Gebieten gesonderte Handlungsgrundsätze. Die wichtigste erforderliche Erhaltungsmaßnahme ist der Rückbau von Entwässerungsgräben und Verrohrungen zur Anhebung des Grundwasserspiegels. Der Umbau der Lebensraumtypen (z. B. Nadel- durch Laubwald ersetzen) ist eine ständige Aufgabe in allen Wäldern der Schleswig-Holsteinischen Landesforsten und Teil der Handlungsgrundsätze, s. o.

## FFH-Erfolgskontrolle und Monitoring der Maßnahmen
In allen FFH-Gebieten in Schleswig-Holstein wird stichprobenartig eine FFH-Erfolgskontrolle und Monitoring der Maßnahmen durchgeführt. In den Jahren 2007 bis 2012 wurde die erste Folgekartierung nach Biotop- und FFH-Lebensraumtypen (LRT) durchgeführt und als Textbeitrag sowie in 3 Karten festgehalten. Diese sind die Grundlage für die Flächenangaben im aktuellen Standard-Datenbogen vom Mai 2017.
Die Landesforsten haben in der Opdrupholzkoppel den Bereich mit dem Waldmeister-Buchenwald östlich des Forstweges teilweise mit einem Wildschutzzaun eingehegt, um den Wildverbiss an jungen Buchen zu verringern (Stand Juli 2020).

## Bildergalerie

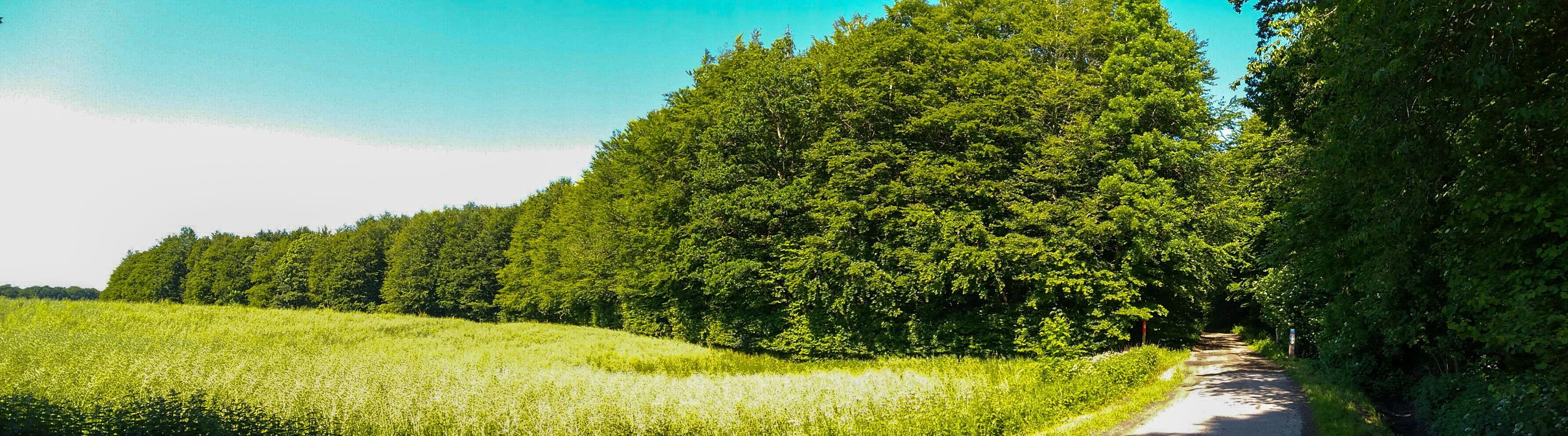
Eingang West zum SHLF-Waldgebiet „Norderholz“ auf der Schmiedebergstraße
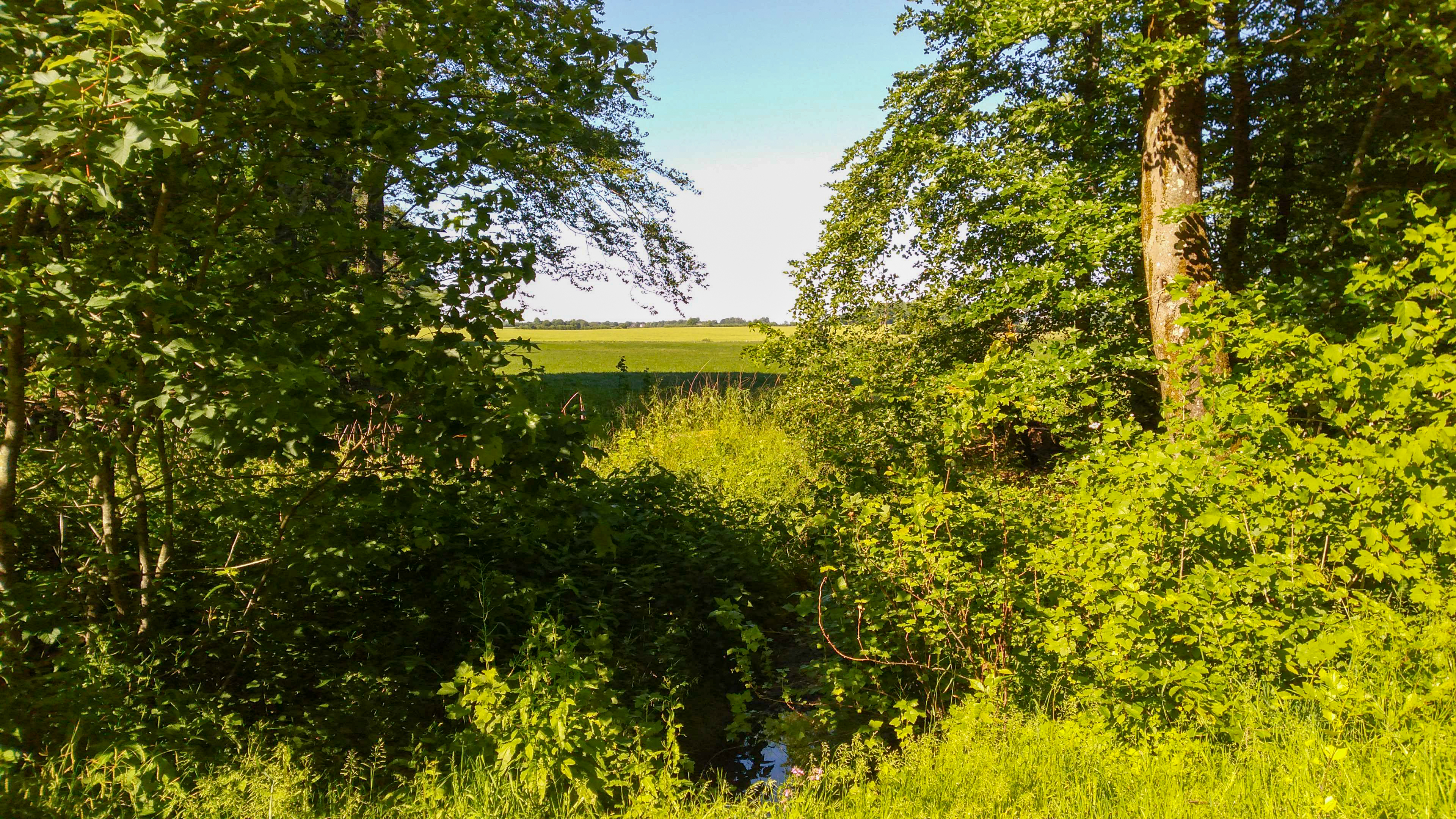
Blick von der zentralen Forststraße im SHLF-Waldgebiet „Norderholz“ auf das Tal der Bondenau
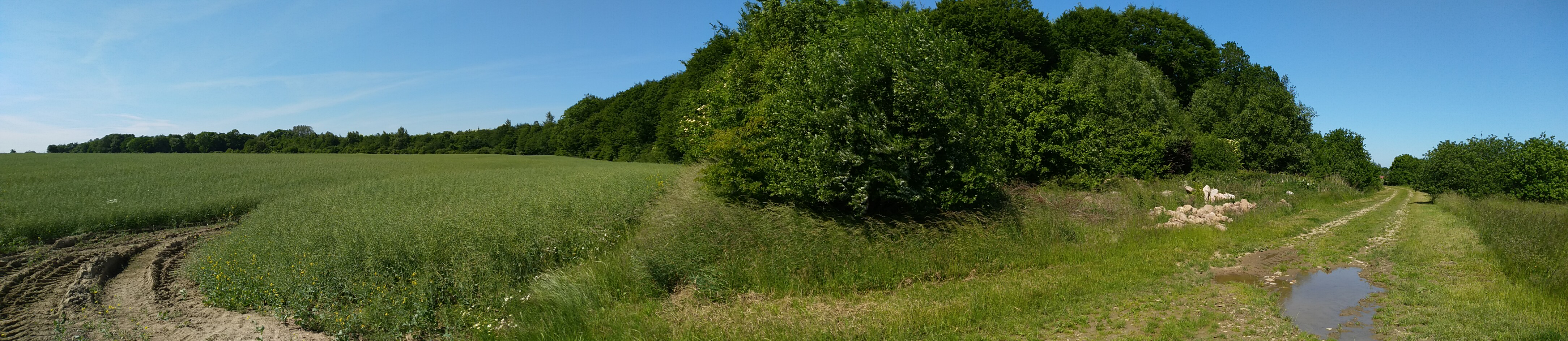
Südende des SHLF-Buchenwaldes „Obdrupholzkoppel“
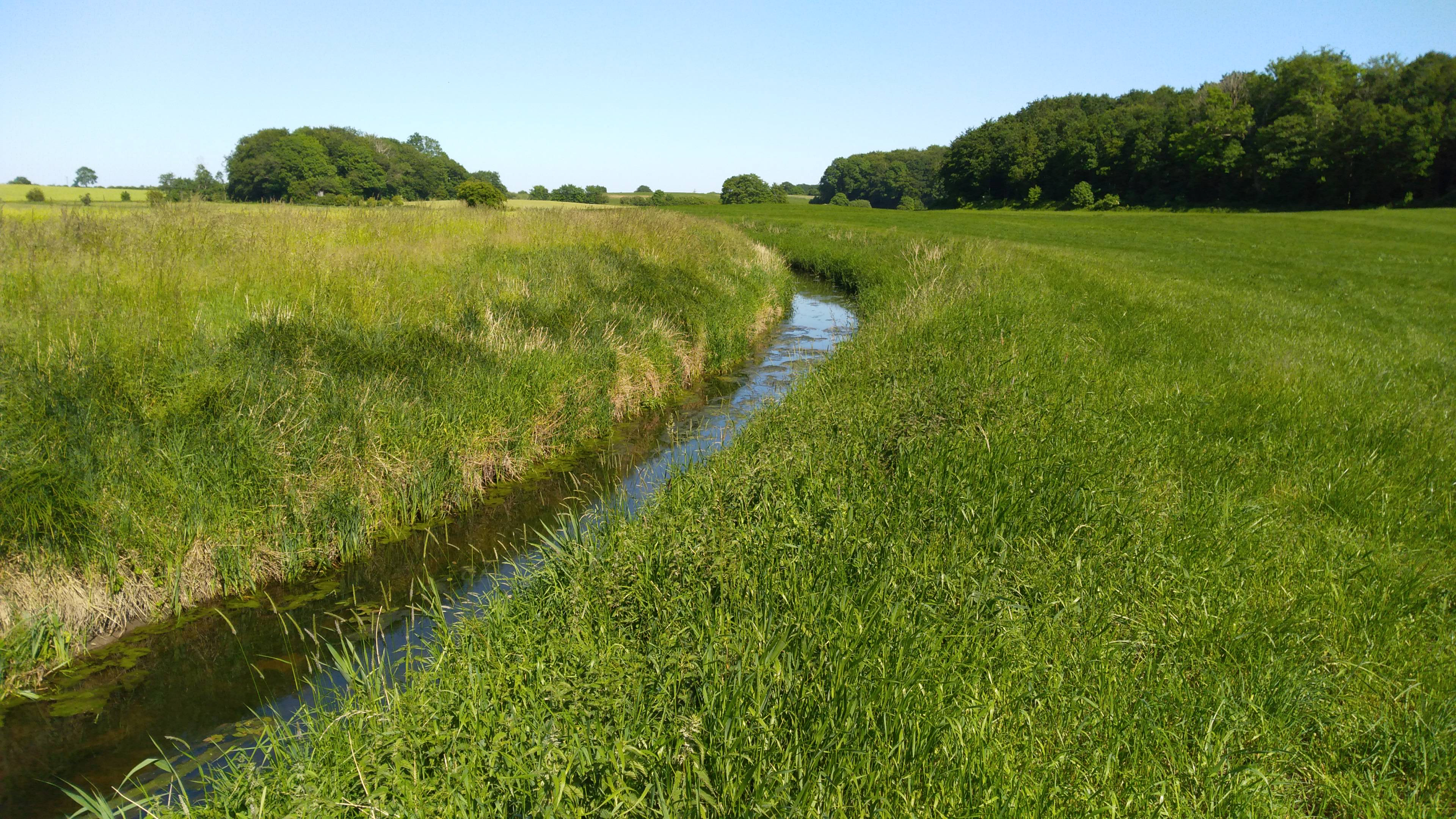
Blick von der Bondenau auf den SHLF-Buchenwald (rechts Jagen 304)
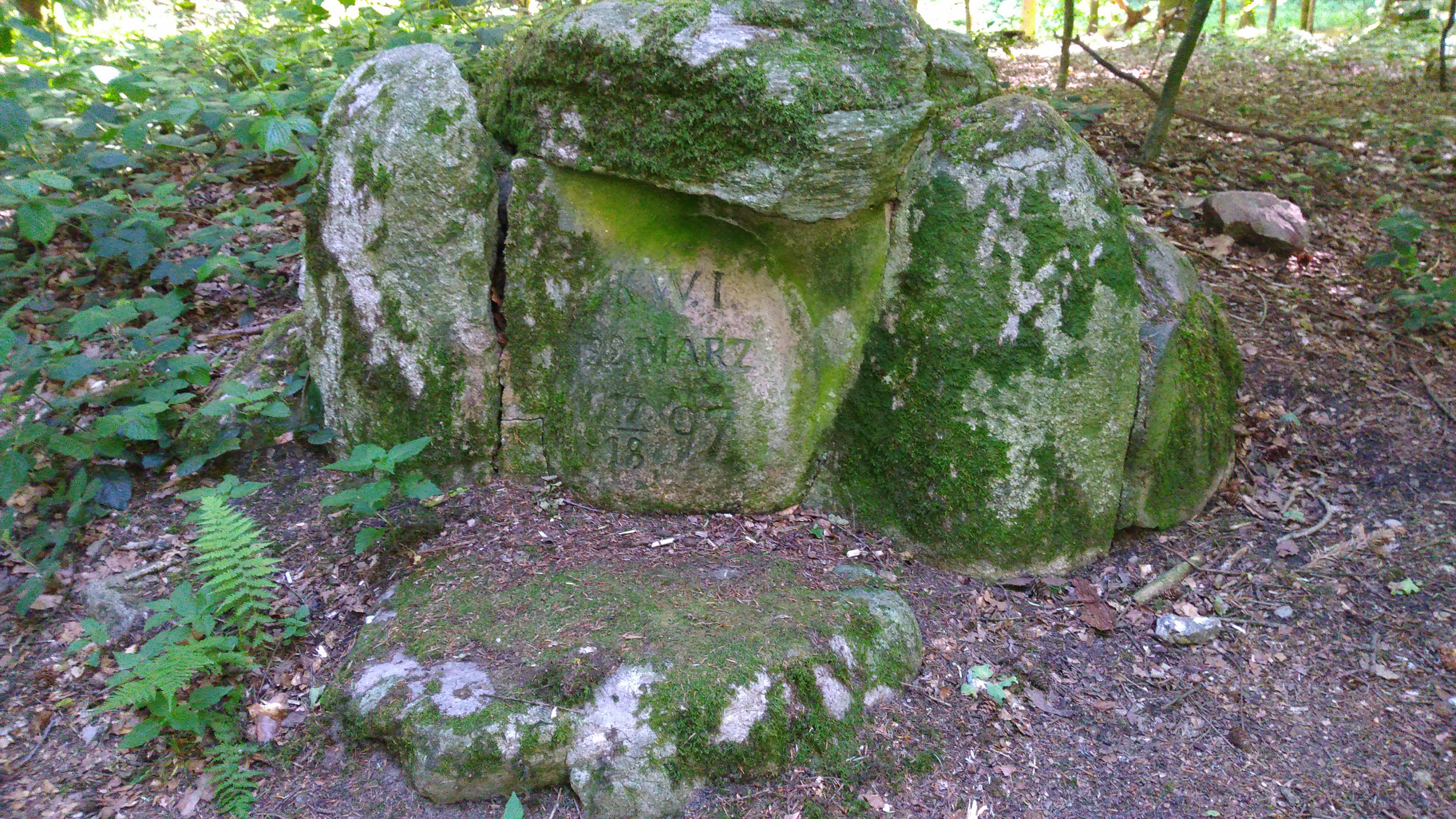
Gedenkstein im SHLF-Waldgebiet „Norderholz“ an „Kaiser Wilhelm I, geb. 22. März 1797“
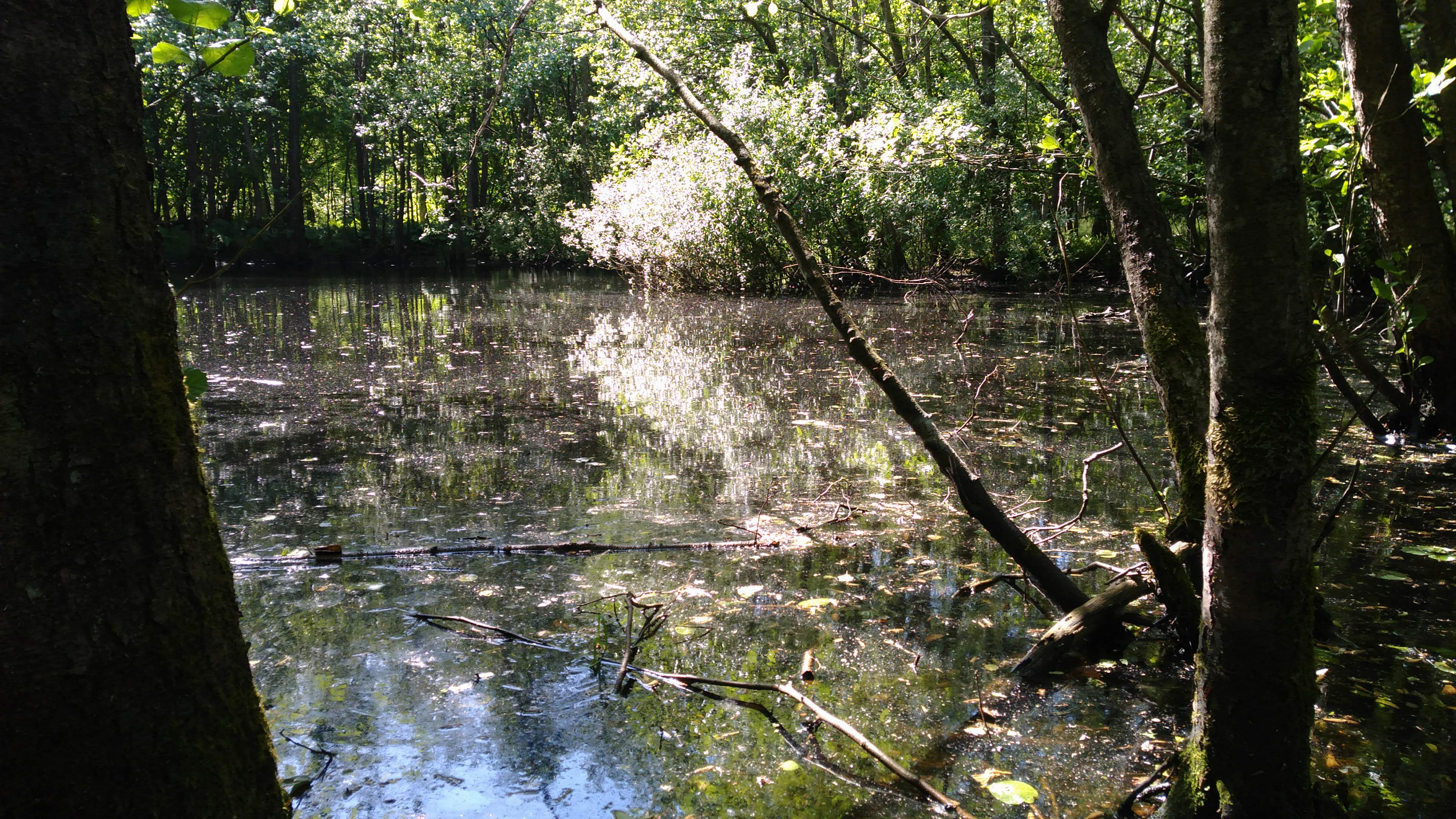
Waldteich am Ende des Forstweges im SHLF-Buchenwald „Obdrupholzkoppel“
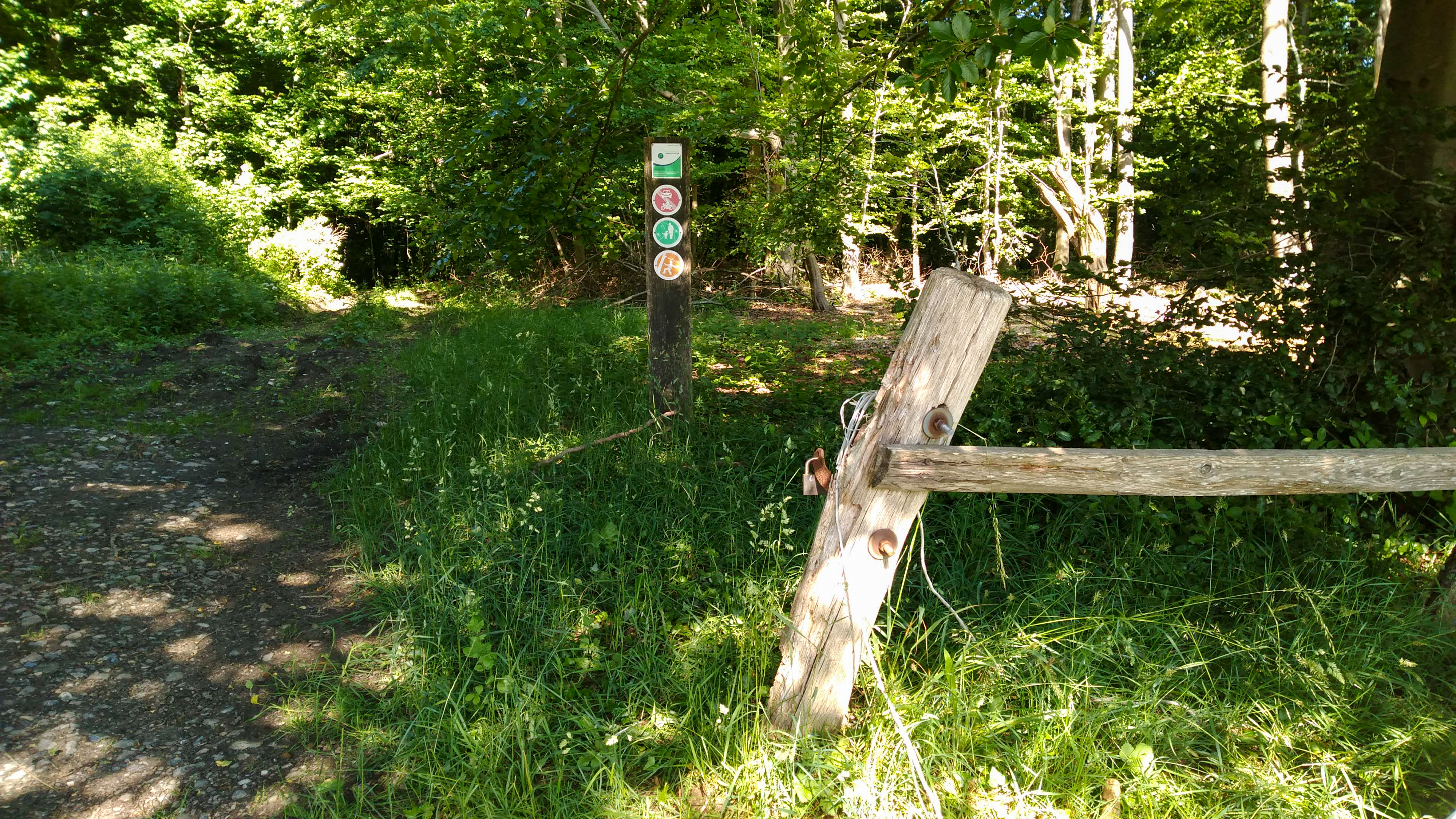
Ostzugang Rabenkiel zum SHLF-Waldgebiet „Jeslund+Hasenholz (Jagen 309)“, Westrand.
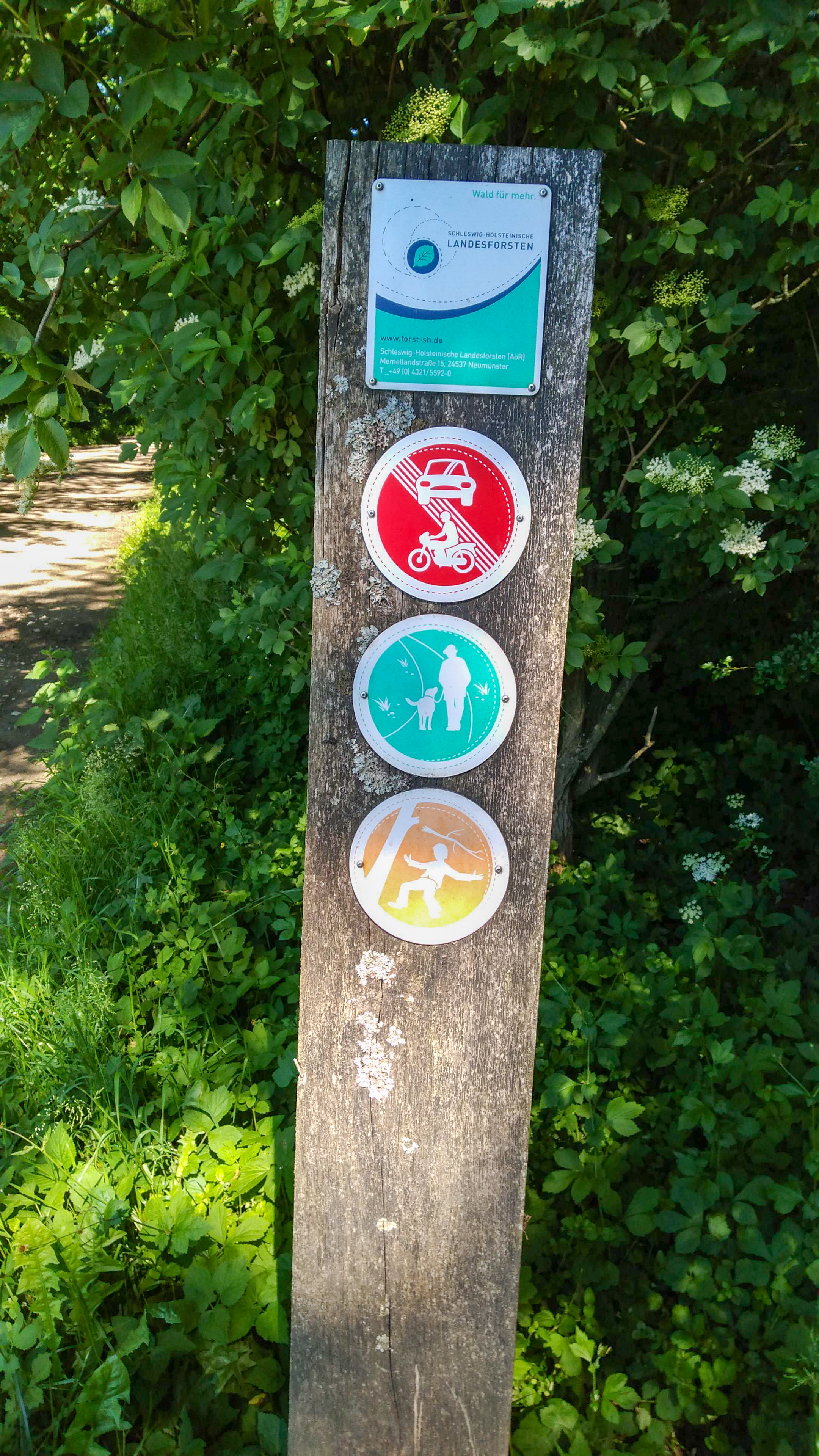
Hinweisschilder der SHLF an den Waldzugängen